# Alojzy Brzozowski
Alojzy Brzozowski (ur. 26 kwietnia 1900 na Zgodzie, zm. 17 października 1974 w Świętochłowicach) – powstaniec śląski, działacz społeczny.

## Życiorys
Urodził się w rodzinie robotniczej. Miał siedmioro rodzeństwa. Pierwszą pracą jaką podjął była praca ślusarza w kopalni Wirek. W 1918 r. wcielony do niemieckiego wojska, z którego szybko zdezerterował. Został do niego ponownie doprowadzony, lecz prowadził w nim agitację narodową i rewolucyjną. Po powrocie do domu wstąpił do POW i „Sokoła”. Brał udział we wszystkich trzech powstaniach śląskich. W 1920 r. wrócił na Górny Śląsk i został członkiem Policji Plebiscytowej w Opolu, Koźlu i Krapkowicach, jednak został z niej wydalony za polską działalność propagandową. 
Po powstaniach śląskich wrócił ponownie na Zgodę i zatrudnił się w hucie „Falva”. Został członkiem PPS-Lewica. W 1939 r. wziął udział w przygotowaniach obronnych miejscowego Związku Powstańców. Wraz z wkroczeniem Niemców do miasta, dokonał jako pierwszy sabotażu niszcząc urządzenia w hucie „Falva”. Wraz z grupką innych powstańców dotarł do Lwowa i wstąpił do ZWZ. W latach 1940–1946 przebywa w ZSRR w Isil-Kulu, jako pracownik zakładów maszynowych.
Po powrocie do Polski ponownie podjął pracę w hucie Florian. Wstąpił do PZPR i ZBoWiDu.
Alojzy Brzozowski zmarł 17 października 1974 roku. Został pochowany na Nowym Cmentarzu przy ul. Szpitalnej w Świętochłowicach.

## Ordery i odznaczenia
- Krzyż Kawalerski Orderu Odrodzenia Polski
- Krzyż na Śląskiej Wstędze Waleczności i Zasługi kl. I (10 stycznia 1927)